# 严棠
严棠（1921年—？），男，浙江杭州人，中国内分泌与代谢病专家，曾任中山医科大学教授、博士生导师。